# Afanasij Awdijenko
Afanasij Grigorjewicz Awdijenko, ros. Афанасий Григорьевич Авдиенко (ur. 2 maja?/15 maja 1910 we wsi Popowa Słoboda na Ukrainie, zm. 17 listopada 1958 w Moskwie) – Ukrainiec, radziecki wojskowy, kontradmirał (od 18 lutego 1958),  Bohater Związku Radzieckiego; Białorusin.

## Życiorys
W Marynarce Wojennej od 1929; członek KPZR od 1930. Absolwent Szkoły Marynarki Wojennej im. Frunzego (październik 1929 - październik 1933) i - przedterminowo - Akademii Marynarki Wojennej im. Woroszyłowa (wrzesień 1937 - październik 1939). Zajmował głównie stanowiska sztabowe. W lipcu 1964 z powodu choroby przeniesiony do rezerwy.

## Odznaczenia
- Order Lenina (1954);
- Order Czerwonego Sztandaru (1950);
- Order Wojny Ojczyźnianej I stopnia (1985);
- dwukrotnie Order Czerwonej Gwiazdy (1944 — 2);
- medale, broń z dedykacją (1960)[1] .